# سن-لامبر-دو-لوزون، کبک
سَن-لامبِر-دو-لوزون (به فرانسوی: Saint-Lambert-de-Lauzon) قصبه‌ای در منطقه شهری لا نوول-بوس ناحیه شودییر-آپالاش در استان کبک کانادا است. در سرشماری سال ۲۰۱۱ این قصبه ۵٬۳۸۳ نفر جمعیت داشته‌است و مساحت آن ۱۰۷٫۳۲ کیلومتر مربع است.